# Траверсе Іван Іванович
Жан Бати́ст Прево́ де Санса́к, маркіз де Траверсе́ (фр. Jean-Baptiste Prévost de Sansac, marquis de Traversay), у Росії відомий як Іван Іванович Траверсе́ (рос. Иван Иванович Траверсе; 24 липня 1754, острів Мартиніка (володіння Франції) — 19 травня 1831, село Романщина, Лузького повіту Санкт-Петербурзької губернії) — моряк, що служив у флоті Франції (мічман… капітан 1-го рангу) і флоті Російської імперії (капітан у ранзі генерал-майора… адмірал), державний діяч (командувач Чорноморським флотом, морський міністр Російської імперії).

## Біографія
Народився 27 липня 1754 року на острові Мартиніка (володіння Франції). Закінчив Бенедиктинський коледж у Сорезі (Франція). Навчався в гардемаринській школі Рошфорі і Бресті.

## Служба у французькому флоті
З 1773 року — мічман французького флоту. Під час війни з Англією (1778–1783) брав участь в морській битві біля Уессану (27 липня 1778 року), в морських боях у Вест-Індії. Був старшим помічником командира фрегата «Іфігенія», командиром корвета «Церера» (раніше корабель британського флоту, захоплений «Іфігенією» в грудні 1778 року у бою, в якому особливо відрізнився де Траверсе). Отримав звання лейтенанта.
З 1781 року — командир фрегата «Чапля», брав участь в Чесапикській битві (5 вересня 1781 року). Відзначився при узятті острова Сан-Крістофер (січень-лютий 1782 року), першим висадився на острові і підняв там французький прапор, потім атакував зі своїм екіпажем фортецю на мисі Пальма і опанував її і три судна). Всього за війну захопив 22 призові судна, у тому числі фрегат, 3 корвети і 130-гарматне судно.
У 1782 році нагороджений орденом св. Людовіка (за «відвагу, виявлену ним у бою з двома ворожими фрегатами при Чесапікі, твердість і розсудливість, з якими він виконував усі покладені на нього доручення»). Також нагороджений орденом Цінцінната, заснованим американськими і французькими офіцерами. У 1782–1783 роках командував фрегатом «Іріда», також узятим у англійців.
У 1785–1786 роках як командир транспортного судна «Сена» вчинив морський похід в Індію. З 1 травня 1786 року — майор, з 1 грудня 1786 року — капітан 1-го рангу (позачергово, отримавши старшинство над 100 однолітками).
У 1788 році був представлений королю Людовіку XVI, займав місце в королівській кареті і брав участь в королівському полюванні (для цієї почесті необхідно було довести 400-річне дворянство його предків).
У 1788–1790 році як командир фрегата «Діяльний» вчинив морський похід до Антильських островів.
У 1790 році повернувся у Францію, жив у своєму маєтку. Наприкінці 1790 року, в умовах революційної смути і розвалу флоту, з відома Людовіка XVI, звільнився, аби перейти служити у флот Російської імперії. Покинув Францію, деякий час з сім'єю жив у Швейцарії, в травні 1791 року прибув в Санкт-Петербург. Був рекомендований Катерині II адміралом, принцом Карл Генріх Нассау-Зігеном.

## Служба у військово-морському флоті Російської імперії
7 травня 1791 року був офіційно прийнятий на службу у флот Російської імперії, у чині капітана генерал-майорського рангу, зарахований до гребного флоту на Балтійському морі, командував ескадрою з семи фрегатів і декількох менших суден, потім, гребною флотилією. З 10 липня 1791 року — контр-адмірал.
У серпні 1791 року йому надали відпустку за сімейними обставинами. Жив з сім'єю в Швейцарії, потім знаходився в Кобленці (місце перебування французької еміграції). У 1792 році вступив в емігрантський королівський корпус.
У 1794 році знову приїхав в Росію (цього разу з сім'єю). Командував гребною ескадрою на Балтиці.
З 1797 року — віце-адмірал, начальник Роченсальмського порту. Одночасно командував загонами канонерських човнів під час плавань по Балтійському морю. Був високо цінований імператором Павлом I, з яким познайомився, коли той був ще спадкоємцем престолу.
З 1801 року — адмірал. З 1802 року — головний командир портів Чорного моря і військовий губернатор Севастополя і Миколаєва. Був начальником оборони Криму і Тамані під час російсько-турецької війни 1806–1812 років. Організував морську експедицію до Анапи проти горців, зміцнив узбережжя Чорного моря. Склав проект забудови Севастополя, який у той час не був реалізований через відсутність засобів (проте ряд його ідей були здійснені в 1830-40-ві роки).
У жовтні 1806 року призначається військовим командувачем Кримського півострвоа, що спричнило конфлікт з новоросійським генерал-губернатором Арманом де Рішельє. Траверсе не мав довіри до кримських татар, підозрюючи тих у змові з Османською імперією. Тому пропонував депортувати кримських татар з Криму, а також ногайських татар з Катеринославщини у внутрішні губернії Російської імперії. натомість степові райони Криму Траверсе пропонував заселити молдованами і болгарами, у південне узбережжя Криму — російськими відставними солдатами. Лише завдяки рішучій протидії Рішельє цей план не було схвалено. Але й на далі, до 1810 року Траверсе усіляко присікувався до татар. 
У 1807 році Наполеон запропонував де Траверсе повернутися на службу у французький флот (на будь-яких умовах), але Траверсе відмовився.
У 1809–1811 рр. — на посаді виконувача обов'язків міністра Морського міністерства . З 1 січня 1810 року, одночасно, член Державної Ради.
З 28 листопада 1811 року — міністр морських справ, з 27 грудня 1815 року — морський міністр. Займав цей пост до 29 березня 1828 року, коли був звільнений із залишенням членом Державної Ради. На думку ряду авторів, в цей період військовий флот знаходився в занепаді. Російські військові кораблі Балтійського флоту проводили рутинні навчання в східній частині Фінської затоки, що дістала іронічну назву «Маркізова калюжа» (у зв'язку з дворянським титулом де Траверсе). Багато проблем флоту було пов'язано з браком коштів.
В ці роки морським міністерством була організована перша експедиція флоту Російської імперії до Південного полюса, Дивізія 1, під командуванням Ф. Беллінсгаузена і М. Лазарєва, яка досягла вкритих суцільної кригою акваторій поблизу майбутньої Антарктиди, наблизилась до 69 °25′ п.ш., відкрила 29 островів в Атлантиці і (майбутній) Антарктиці, у тому числі острови у складі архіпелаг Траверсі. Під час каденції де Траверсе у якості морського міністра, кораблі флоту Російської імперії, а також їхні екіпажі, брали участь у дослідженні Арктики і Сибіру.
Нащадки адмірала проживають нині в Києві (Україна), Орші (Білорусь) і в Франції..

## Сім'я
- Батько — офіцер флоту Жан Франсуа де Траверсі (згодом генеральний намісник Сан-Домінго).
- Мати — Клер дю Кен де Лонгбрен, дочка плантатора (що раніше знаходилося на королівській службі — лейтенанта першого рангу флоту, капітана гренадерів).
- Дружина (перший шлюб) — Марі-Мадлен де Ріуфф, дочка флагмана французького флоту — з 1783 року. Померла пологами в 1796 році.
- Діти від першого шлюбу — Дельфіна, Клер, Констанс, Олександр 1-й (чи старший, віце-адмірал російського флоту), Олександр 2-й (генерал-майор російської армії).
- Дружина (другий шлюб) — Луїза-Ульріка Брюїн, дочка торговця і судновласника з Фрідріхсгама. Померла в 1821 році.
- Діти від другого шлюбу — Федір, Марія.

## Нагороди
- 1782 — орден Святого Людовіка.
- 1785 — орден Цінцінната.
- 1797 — орден Святої Анни I ступеня.
- 1804 — орден Святого Олександра Невського.
- 1807 — орден Святого Володимира I ступеня.
- 1811 — алмазні знаки до ордену Святого Олександра Невського.
- 1814 — діамантовий перстень з портретом імператора.
- 1816 — шведський орден Меча.
- 1821 — орден Святого Андрія Первозванного.
- 1828 — орден Святого Георгія IV ступеня (за вислугу 25 років в офіцерських чинах).